# چم کباب
چم کباب نام یکی از روستاهای استان فارس و شهرستان خنج می‌باشد. این روستا در راه فرعی لار  به خنج واقع شده است. 
آب چاهایش نیمه‌شیرین، محصولاتش غلات و خرما است.